# Inginjärvi
Inginjärvi är en sjö i Finland. Den ligger i kommunen Rovaniemi i landskapet Lappland, i den norra delen av landet, 700 km norr om huvudstaden Helsingfors. Inginjärvi ligger 197 meter över havet. Arean är 19,3 hektar och strandlinjen är 2,63 kilometer lång. Sjön  ingår i Kemi älvs huvudavrinningsområde. 